# Симмонс, Ира Маркус
Сэр Ира Маркус Симмонс (англ. Sir Ira Marcus Simmons 17 марта 1917 — 5 октября 1974) — губернатор (1974—1979), губернатор Сент-Люсии (1973—1974).

## Биография
В 1928 г. окончил колледж Святой Марии, по окончании которого работал школьным учителем. Проходил повышение квалификации в учебном колледже на Тринидаде, после чего вернулся в методистскую школу Кастри, в которой работал с 1938 по 1944 гг.
Затем поступил на государственную государственную службу.
- 1948 г. — комиссар по вопросам работы с пострадавшими во время масштабного пожара в Кастри,
- 1949 г. — назначен помощником комиссара по вопросам труда,
- 1953 г. — специальный представитель Центральной организации по вопросам труда Вест-Индии (British West Indies Central Labour Organization),
- 1955—1958 гг. — комиссар по вопросам труда,
- 1959—1963 гг. — постоянный секретарь, министр торговли и производства,
- 1963 г. — становится министром труда и социальных дел.

В 1973 г. был назначен губернатором Сент-Люсии. Скоропостижно скончался в октябре 1974 г.